# Elecciones generales de Italia de 1874
Las elecciones generales de Italia de 1874 se realizaron entre el 8 y el 15 de noviembre. Fueron adelantadas dos años por el jefe de gobierno Marco Minghetti para aumentar su mayoría parlamentaria. La Derecha histórica obtuvo una amplia victoria con el 53.6% de los votos, pero la Izquierda también avanzó mucho.
Solo 571.939 hombres de una población total de alrededor de 28 millones de personas tenían derecho a voto, en su mayoría eran aristócratas que representaban a los rentistas del norte del país y tenían opiniones políticas moderadas, incluida la lealtad a la corona y el bajo gasto público.

## Contexto histórico
El Presidente del Consejo de Ministros de Italia Marco Minghetti, del partido de la Derecha histórica, que contaba con mayoría parlamentaria desde 1870, tenía un ambicioso plan presupuestario junto con su Ministro de Hacienda Quintino Sella, que difícilmente podría ser llevado a cabo debido a la situación cambiante de un parlamento supuestamente apartidista donde se formaban bloques políticos de Izquierda, Derecha o Independientes. Minghetti intentó forzar a los candidatos independientes a escoger obligatoriamente un bando, con el objetivo de crear un sistema bipartidista similar al del Reino Unido o Estados Unidos. Sin embargo, el régimen apartidista italiano, profundamente socavado por la corrupción y el localismo, no permitió tal cosa.

## Partidos y líderes
| Partido | Partido             | Ideología                    | Líder             |
| ------- | ------------------- | ---------------------------- | ----------------- |
|         | Derecha histórica   | Conservadurismo, Monarquismo | Marco Minghetti   |
|         | Izquierda histórica | Liberalismo, Centrismo       | Agostino Depretis |

## Resultados
|  | 51,09 % |

|  | 48,91 % |

|  | 96,35 % |

|  | 3,65 % |

|  | 100 % |

|  | 55,69 % |

1. 1 2  Estimado

## Consecuencias
A pesar de que el resultado salvó el gobierno de Minghetti, no le dio la mayoría parlamentaria que deseaba, sobre todo debido al alto apoyo a la oposición de izquierda en el Sur de Italia. Su gobierno sobrevivió, pero la bipolarización del Parlamento que había impuesto, fortaleció a la Izquierda histórica para que tomara el liderazgo del país. Dos años más tarde, los diputados de Toscana quedaron insatisfechos con el gobierno después de que se negara a intervenir en los problemas financieros de Florencia. El gobierno fue derrotado en una votación sobre la nacionalización de los ferrocarriles el 18 de marzo de 1876 y se vio obligado a dimitir. Como resultado, Agostino Depretis, líder del bloque de izquierda, se convirtió en primer ministro, con 414 de los 508 diputados apoyando al gobierno. Fueron convocadas elecciones anticipadas para noviembre.